# Гулямов, Яхъя Гулямович
Яхъя Гулямович Гулямов (1908—1977) — известный учёный-археолог, доктор исторических наук, профессор, член Академии наук Узбекской ССР, заслуженный деятель науки Узбекской ССР. Он был первым узбекским археологом-специалистом, активным участником многочисленных научных экспедиций. С течением времени Я. Г. Гулямов приобрел известность и признание своими работами по истории первобытной культуры Узбекистана и истории орошения в Средней Азии. Он сделал многое для организации историко-археологических исследований в республике, охраны и реставрации памятников старины, которыми так богат Узбекистан.

## Биография
Яхъя Гулямович Гулямов родился 1 мая 1908 года в Ташкенте в семье учителя медресе. В 1919 г. после смерти отца остался на иждивении матери — учительницы приходской школы для девочек, а с 1921 г. воспитывался в детском доме-интернате. По окончании шестого класса начальной школы (с 1923 по 1926 гг.) Я. Г. Гулямов учился в Узбекском мужском институте просвещения в Ташкенте (Узинпрос). В 1930 г. окончил общественно-экономическое отделение Узбекской государственной педагогической академии в Самарканде.
По завершении образования в Узинпросе Я. Г. Гулямов преподавал в одной из начальных школ Ташкента, в 1928-29 гг. — в Центральной советской школе Самарканда. В последующие три года — ассистент кабинета истории Средней Азии и аспирант Узбекского научно-исследовательского института при Совнаркоме Узбекской ССР, с 1931 г. — преподаватель Педагогического техникума в Ташкенте.
Научная деятельность Я. Г. Гулямова началась с 1933 г.: в 1933—1940 гг. он научный сотрудник и учёный секретарь Узбекистанского комитета охраны памятников старины и искусства (Узкомстариса). С этого времени он приобщается к археологическим исследованиям, участвует в научных экспедициях и разведках. В 1940 г. за активное участие в археологических обследованиях в зоне строительства Большого Ферганского канала награждён значком БФК.
С 1940 г. Я. Г. Гулямов работает в Узбекистанском филиале АН СССР: сначала заведующим отделом археологии Института Истории, языка и литературы, а с 1943 г. до конца своей жизни — заведующим отделом древних и средних веков Института истории и археологии АН УзССР (с 20 ноября 1956 г. по 25 октября 1959 г. исполнял также обязанности директора этого института). Сочетая научную деятельность с педагогической, много лет работал в Ташкентском государственном педагогическом институте им. Низами (Лекционные курсы, занятия по истории Узбекистана и археологии).
Я. Г. Гулямов — первый узбекский археолог-специалист. Его участие в полевых археологических исследованиях восходит к началу 30-х годов. Так, известный археолог М. Е. Массон, описывая археологическую разведку в урочище Айрытама (близ Термеза) в 1933 г., упоминает об участии в экспедиции «молодого начинающего научного сотрудника Узкомстариса, воспитанника Самаркандского педагогического института, Яхъи Гулямова». Самостоятельные археологические изыскания Я. Г. Гулямова относятся к 1936 г.
Общеизвестны имеющие исключительно важное научное значение археологические открытия на территории древнего Хорезма, связанные прежде всего с работой Хорезмской экспедиции АН СССР во главе с С. П. Толстовым. Но, по словам С. П. Толстова, её предшественниками были ташкентские археологи, возглавляемые Я.Гулямовым и Т. Миргиазовым. В 1937 г. Я. Г. Гулямов возобновил свои работы на землях древнего орошения южной Каракалпакии, обследовав средневековые городища Гульдурсун и Нариджан и развалины первых веков н. э. Пилькала близ Шаббаза. С 1938 г. он работал в составе Хорезмейской археолого-этнографической экспедиции Института истории материальной культуры АН СССР под руководством С. П. Толстова.
В 1943 г. успешно защитил кандидатскую диссертацию «Хива и её памятники», а в 1950 г. — докторскую «История орошения Хорезма с древнейших времен до наших дней». В марте 1955 г. утвержден в звании профессора.
В октябре 1956 г. избран членом-корреспондентом АН Узбекской ССР, в феврале 1966 г. — академиком АН Узбекской ССР.
Как отмечал директор Государственного Эрмитажа академик АН СССР Б. Б. Пиотровский, «имя Яхъи Гулямовича Гулямова как археолога и историка Узбекистана широко известно как в нашей стране, так и за рубежом. Его многолетние капитальные исследования в области изучения ирригации — этой основы хозяйственной жизни Средней Азии — справедливо считаются выдающимися. Особенно важной заслугой Я. Г. Гулямова является изучение им культур неолита, энеолита, бронзового века в низовьях Зарафшана, заставившее пересмотреть коренным образом ранее существовавшее представление о древности Мавераннахра». Большой вклад узбекского ученого в изучение истории «ирригации и земледелия в Средней Азии, то есть коренных и важнейших вопросов истории Востока», подчеркивал также академик АН СССР А. П. Окладников, назвавший труды Я. Гулямова в этой области «основополагающими исследованиями, равноценных которым нет в литературе».
18 июня 1958 г. Указом Президиума Верховного Совета Узбекской ССР Я. Г. Гулямову было присвоено почетное звание заслуженного деятеля науки Узбекской ССР.
10 января 1977 г. Я. Г. Гулямов скончался в Ташкенте, где и начиналась его научная деятельность.
В 2002 году посмертно награждён орденом «Буюк хизматлари учун».

## Научная деятельность
В центре научных интересов Я. Г. Гулямова находились проблемы истории орошения Средней Азии с древнейших времен до наших дней, истории первобытной культуры, а также истории средних веков в Узбекистане. Его первый капитальный труд по истории орошения Хорезма с древнейших времен до наших дней вышел в 1957 г., а в 1959 г. был переиздан на узбекском языке и получил высокую оценку в печати.
«Археологом Я. Г. Гулямовым, — свидетельствует специалисты, — проделана огромная работа по изучению истории орошения Хорезма с древнейших времен до наших дней». Опираясь на идей Д. Д. Букинича, Я. Г. Гулямов пришел к выводу о том, что ирригация на Востоке развивалась в двух основных зонах: «в предгорьях — на выносах ручьев и селевых потоков и на равнине — в лиманных разливах и дельтах рек на затухающих протоках, несущих плодородный ил и живительную влагу». Продолжая работы в этом направлении, Я. Г. Гулямов в соавторстве с А. Р. Мухамеджановым подготовил в 1965 г. к печати фундаментальное исследование по истории орошения низовьев р. Зарафшан. Он возглавил также группу научных сотрудников Института истории и археологии АН УзССР, изучавшую древние орошаемые земли Голодной степи.
На протяжении ряда лет Я. Г. Гулямов руководил археологическим отрядом, обследующим стоянки времени палеолита, неолита, энеолита и эпохи бронзы в низовьях Зарафшана и других районах Узбекистана. С его именем связаны, в частности, первоначальные раскопки ныне широко известного в науке могильника Заман-баба (неолитической культуры степного типа в районе западнее Бухарского оазиса).
По инициативе академика АН УзССР Я. Г. Гулямова в связи с развернувшимися строительными работами после землетрясения 1966 года была основана Ташкентская археологическая экспедиция.
С работой возглавляемого им Ташкентского отряда связано открытие многослойной стоянки мустьерского времени в юго-западных отрогах Тянь-Шаня в 70 км от Ташкента (грот Обирахмат) и обнаружение Ферганским отрядом стоянок эпохи бронзы.
Я. Г. Гулямов — ответственный редактор многих научных изданий: «Некоторые источники к истории взаимоотношений Бухары и Хивы с Россией» А. Р. Мухамеджанова и Т. Нигматова (1957); «История Узбекской ССР», однотомник (1958) «Средняя Азия и Сибирь XVI—XIX вв.» Х. Зияева (1962); «Варахша» В. А. Шишкина (1963); «Из истории крестьянских восстаний в Мавераннахре и Хорасане в VIII — начале IX вв.» Т. Кадыровой (1965); «Средняя Азия и Поволжье. Вторая половина XVI — XIX вв.» Х. Зияева (1965); «Первобытная культура и возникновение орошаемого земледелия в низовьях Зарафшана» Я. Г. Гулямова, У. Исламова, А. Аскарова (1966) «Музейное дело в Узбекистане» Н. С. Садыковой (1975); «Очерки по истории ремесла в Самарканде и Бухаре в XVI в.» Р. Г. Мукминововй (1976) и др.
Один из авторов и член главной редакционной коллегии четырёхтомного (нового и дополненного) издания «Истории Узбекской ССР» (1967—1968), один из инициаторов систематического выпуска сборник «История материальной культуры Узбекистана».
Существенный вклад внес Я. Г. Гулямов в дело подготовки научных кадров. Под его руководством свыше 30 ученых и вузовских преподавателей успешно защитили диссертации по археологии и истории Узбекистана.
На протяжении ряда лет Я. Г. Гулямов являлся Председателем Объединенного Ученого совета Отделения истории, языкознания и литературоведения АН УзССР по приему и защите докторских диссертации. Участник многих научных съездов, конференции и совещаний. Активный распространитель знаний, выступавший с лекциями, докладами и беседами перед массовой аудиторией в городах и кишлаках Узбекистана.
Я. Г. Гулямов был награждён медалью «За доблестный труд в Великой Отечественной войне 1941—1945 гг.», юбилейной медалью «За доблестный труд», двумя Почетными грамотами Президиума Верховного Совета УзССР, Почетной грамотой Президиума Верховного Совета КК АССР и др.
Перу Я. Г. Гулямова принадлежит 135 монографий и статей по различным вопросам истории и археологии.